# Jean Carlos Becerra
Jean Carlos Becerra Cuello (Chimichagua, Cesar, Colombia, 17 de agosto de 1993) es un futbolista colombiano que juega como mediocampista. Actualmente Se encuentra sin equipo

## Trayectoria

### Trujillanos F.C.
El 7 de enero de 2018 es presentado como nuevo jugador del Trujillanos Fútbol Club de la Primera División de Venezuela.

## Clubes
| Club              | País      | Año             |
| ----------------- | --------- | --------------- |
| Atlético Huila    | Colombia  | 2012 - 2016     |
| Cortuluá          | Colombia  | 2016 - 2017     |
| Trujillanos       | Venezuela | 2018            |
| Atlético Huila    | Colombia  | 2019 - 2021     |
| Atlético Chiriquí | Panamá    | 2022 - Presente |

## Estadísticas
| Club                       | Div                 | Temporada           | Liga  | Liga  | Copa Nacional | Copa Nacional | Copa Internacional | Copa Internacional | Total | Total |
| Club                       | Div                 | Temporada           | Part. | Goles | Part.         | Goles         | Part.              | Goles              | Part. | Goles |
| -------------------------- | ------------------- | ------------------- | ----- | ----- | ------------- | ------------- | ------------------ | ------------------ | ----- | ----- |
| Atlético Huila · Colombia  | 1ª                  | 2012                | 5     | 0     | 0             | 0             | -                  | -                  | 5     | 0     |
| Atlético Huila · Colombia  | 1ª                  | 2013                | 7     | 0     | 3             | 0             | -                  | -                  | 10    | 0     |
| Atlético Huila · Colombia  | 1ª                  | 2014                | 19    | 1     | 7             | 0             | -                  | -                  | 26    | 1     |
| Atlético Huila · Colombia  | 1ª                  | 2015                | 1     | 0     | 5             | 0             | -                  | -                  | 6     | 0     |
| Atlético Huila · Colombia  | 1ª                  | 2016                | 14    | 0     | 1             | 0             | -                  | -                  | 15    | 0     |
| Atlético Huila · Colombia  | Total               | Total               | 46    | 1     | 16            | 0             | 0                  | 0                  | 62    | 1     |
| Cortuluá · Colombia        | 1ª                  | 2016                | 8     | 0     | 0             | 0             | -                  | -                  | 8     | 0     |
| Cortuluá · Colombia        | 1ª                  | 2017                | 11    | 0     | 2             | 0             | -                  | -                  | 13    | 0     |
| Cortuluá · Colombia        | Total               | Total               | 19    | 0     | 2             | 0             | 0                  | 0                  | 21    | 0     |
| Trujillanos FC · Venezuela | 1ª                  | 2018                | 0     | 0     | 0             | 0             | -                  | -                  | 0     | 0     |
| Trujillanos FC · Venezuela | Total               | Total               | 0     | 0     | 0             | 0             | 0                  | 0                  | 0     | 0     |
| Total en su carrera        | Total en su carrera | Total en su carrera | 65    | 1     | 18            | 0             | 0                  | 0                  | 83    | 1     |

## Palmarés

### Campeonatos nacionales
| Título    | Club           | País     | Año  |
| --------- | -------------- | -------- | ---- |
| Primera B | Atlético Huila | Colombia | 2020 |